# Гвізьдзіни (Ельблонзький повіт)
Гвізьдзіни (пол. Gwiździny, нім. Pfeiffertswalde) — село в Польщі, у гміні Годково Ельблонзького повіту Вармінсько-Мазурського воєводства. Населення — 30 осіб (2011).
У 1975—1998 роках село належало до Ельблонзького воєводства.

## Демографія
Демографічна структура станом на 31 березня 2011 року:
|          | Загалом | Допрацездатний вік | Працездатний вік | Постпрацездатний вік |
| -------- | ------- | ------------------ | ---------------- | -------------------- |
| Чоловіки | 16      | 2                  | 13               | 1                    |
| Жінки    | 14      | 4                  | 6                | 4                    |
| Разом    | 30      | 6                  | 19               | 5                    |